# Rafa Almarcha
Rafael Almarcha Pardo (Sevilla, 11 de diciembre de 1968) es un cantante compositor y productor musical español.

## Carrera musical
Nació en Sevilla en 1968. A los veintitrés años se unió con un grupo de amigos que formaban parte del coro de la Hermandad del Rocío de Triana (Sevilla), y fundaron el grupo Siempre Así. Rafa fue el líder del grupo musical, además de ser el director musical y productor del grupo sevillano. Desde entonces han lanzado al mercado catorce discos, han vendido cerca de un millón de copias y han ofrecido más de mil conciertos entre España e Hispanoamérica: Colombia, México, Ecuador...
Almarcha también ha trabajado como productor musical de artistas como Falete, José Manuel Soto, Arturo Pareja Obregón, Alejandro Vega, Las Seventies, Shalaura y Los Centellas entre otros. Uno de sus trabajos más populares fue la grabación del Himno del Centenario del Sevilla Fútbol Club, realizado junto a César Cadaval, compuesto e interpretado por El Arrebato. También grabó un disco en solitario "Números antiguos".
Socio fundador de la discográfica sevillana Discos de Arte, que más tarde fue adquirida por la multinacional Sony BMG y con la que cosechó numerosos éxitos. Discos de arte fue la primera discográfica de España en fusionar el negocio del disco con el managament de sus artistas, lo que hoy es una práctica habitual en toda la industria discográfica.
Es autor de música infantil. Uno de los discos de mayor éxito de Siempre Así, Nuevas canciones para padres novatos, está dedicado al público infantil. Casi la totalidad del álbum está compuesto por Rafa y cuenta con las colaboraciones especiales de Miliki, Los Caños y Los Morancos.
Productor musical durante varios años de los programas de televisión de Jesús Quintero: Ratones coloraos, El loco de la colina y El Sol, la sal y el son. Almarcha trabaja como compositor, productor discográfico y miembro activo de Siempre Así.
En los carnavales de Cádiz de 2010, participó con una chirigota junto a José Manuel Soto, César Cadaval, Fede Quintero, Monchi y otros famosos sevillanos en la conocida como la chirigota de los famosos, con la que participaron en el concurso de agrupaciones bajo el nombre Los pre-paraos. Posteriormente lanzó su segundo disco en solitario titulado "Ha nacido un nuevo sol", un viaje al interior de su esencia a través de once canciones inspiradas en el amor y sus distintas estaciones a lo largo de la vida.
Actualmente se encuentra inmerso en una gira con Siempre Así, conmemorando su 30 aniversario en la música, que está recorriendo gran parte de las ciudades de España: Alicante, Madrid, Sevilla, Valencia, Córdoba, Málaga, Barcelona etc.

## Premios y distinciones
- Premio Bravo de Música (2007) por La Misa de la alegría, el disco más complejo y diferente en cuantos ha trabajado. La Misa de la alegría, fue retransmitida por Popular TV desde la catedral de Sevilla para toda España el 9 de febrero de 2008.[9]
- Tres discos doble platino y cuatro de oro.[1]
- Nominado a los Premios de la Música en su tercera edición (1999) como mejor autor por su canción Si los hombres han llegado hasta la luna grabada por Siempre Así (1998), con la que consiguió vender cerca de 300.000 copias. Más tarde dicha canción fue versionada por uno de los grandes de la salsa, el puertorriqueño Gilberto Santa Rosa.